# یون جونگ-گیو
یون جونگ-گیو (انگلیسی: Yoon Jong-gyu؛ زادهٔ ۲۰ مارس ۱۹۹۸) بازیکن فوتبال اهل کره جنوبی است.
از باشگاه‌هایی که در آن بازی کرده‌است می‌توان به باشگاه فوتبال سئول اشاره کرد.
وی همچنین در تیم‌های ملی فوتبال زیر ۱۷ سال کره جنوبی، زیر ۲۳ سال کره جنوبی، و کره جنوبی بازی کرده‌است.